# Deutsche Verkehrsausstellung 1925

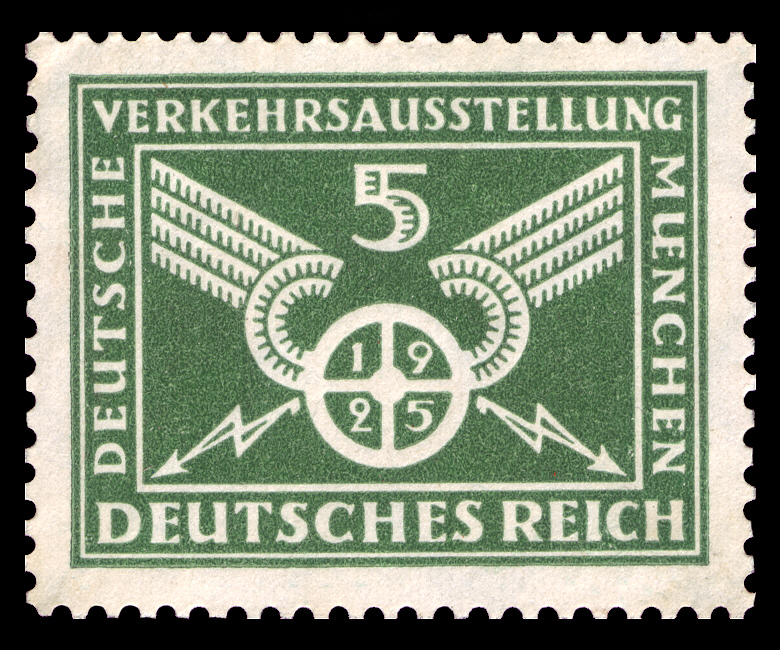

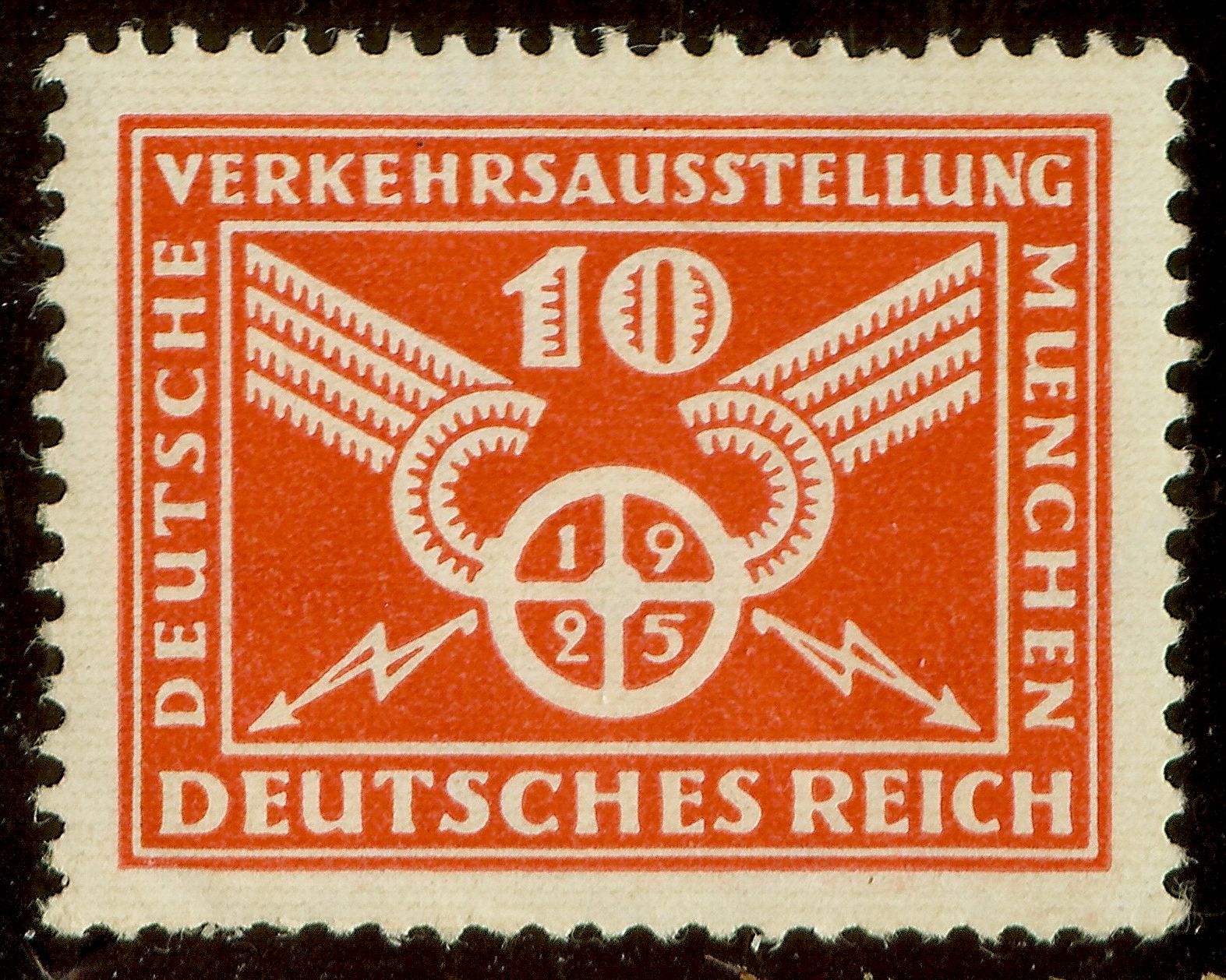
Die ebenfalls an der Ausstellung teilnehmende Deutsche Reichspost unterstützte die Veranstaltung mit der Auflage zweier Briefmarken, 16 Sonderstempeln, 14 künstlerischen Ansichtskarten, einer Ausstellungs-Postkarte mit eingedruckter Ausstellungs-Briefmarke sowie einem Ausstellungslesezeichen.

Die Deutsche Verkehrsausstellung (DVA) 1925 wurde vom 1. Juni bis zum 12. Oktober 1925 in den Ausstellungshallen der Münchner Theresienhöhe abgehalten. Es war die erste Deutsche Verkehrsausstellung und gleichzeitig die bis dahin größte Ausstellung im Deutschen Reich nach dem Ende des Ersten Weltkriegs. Sie übertraf mit ihren knapp 3 Millionen Besuchern die Dimensionen anderer Münchner Messen und Ausstellungen in dieser Zeit erheblich. An die erfolgreiche Ausstellung von 1925 knüpfte 1953 eine weitere Deutsche Verkehrsausstellung an, die dann schließlich in die weltweit beachtete Münchner Internationale Verkehrsausstellung (IVA) im Jahr 1965 mündete.

## Geschichte
1924 hatte im Verschiebebahnhof Seddin bereits eine hauptsächlich für Fachpublikum konzipierte Eisenbahntechnische Ausstellung stattgefunden. Die Münchner Verkehrsausstellung, die neun Monate später eröffnet wurde, richtete sich vorwiegend an das Massenpublikum. Das Direktorium der Ausstellung bestand aus dem Staatssekretär Alois Ritter von Frank (Direktor der Gruppenverwaltung Bayern der Deutschen Reichsbahn-Gesellschaft), dem Staatssekretär Georg Schätzel (Leiter der Abteilung München des Reichspostministeriums), dem Hofrat Hans Küfner (Zweiter  Bürgermeister der Stadt München) sowie Friedrich Wussow (Präsident des Vereins Deutscher Straßen und Kleinbahnverwaltungen und Mitglied des Reichswirtschaftsrats). Im Ehrenpräsidium der Ausstellung waren unter anderen Reichspräsident Paul von Hindenburg, Reichskanzler Hans Luther, Reichsverkehrsminister Rudolf Krohne, Reichspostminister Karl Stingl sowie der Erste Bürgermeister der Stadt München, Karl Scharnagl, vertreten. Die Ausstellung sollte in „lückenloser Schau über den gegenwärtigen Stand der Verkehrstechnik, deutschen Erfindergeist und deutsche Qualitätsarbeit“ informieren.

## Ausstellungshallen
Die Ausstellung fand auf dem Messegelände der Theresienhöhe der Stadt München statt. Dort befanden sich bereits zu nutzende Hallen, die 1908 gebaut worden waren und rund 20.000 Quadratmeter Ausstellungsfläche boten. Weitere Hallen (Holzkonstruktionen) mit einer zusätzlichen Ausstellungsfläche von 17.000 Quadratmetern wurden innerhalb von vier Monaten zu Kosten von etwa 860.000 Reichsmark errichtet. Einige der älteren Ausstellungshallen, die in der damals modernen Stahlbetontechnik erbaut wurden, existieren noch heute; sie sind denkmalgeschützt und werden von dem Verkehrszentrum des Deutschen Museums genutzt (Hallen I, II und III).

## Die Ausstellung
In den Hallen wurde zu den Themengruppen Werkstattmaschinen (700 m²), Schiffsmaschinen (1.100 m²), Luftverkehr (3.700 m²), Luftfahrt-Wissenschaft (950 m²), Landstraßen und Straßenbau, Straßen- und Kraftverkehr (4.000 m²) sowie Eisenbahnwagen (6.700 m²) ausgestellt. Daneben gab es außer einem großen Außenausstellungsbereich (z. B. für die Lokomotiven) einen Vertreterpavillon, einen Pavillon im Autohof, eine elektrische Station im Ausstellungsbahnhof, eine Postautohalle sowie eine Halle für Oberbau. Um auch Familien anzusprechen, wurde neben der Verkehrsausstellung auch ein Vergnügungspark angelegt. Hier befanden sich zahlreiche Fahrgeschäfte und Verkaufsstände, ein Kunstpavillon, ein Marionettentheater sowie eine Gaststätte, ein Theatercafé und eine Bierhalle. Außerdem gab es einen 41 Meter hohen Leuchtturm (1970 gesprengt) und zwei 100 Meter hohe Rundfunktürme (zur Demonstration des damals neuen Mediums Rundfunk), die kurze Zeit später wieder abgebaut wurden.
765 Aussteller aus Österreich und Deutschland zeigten ihre Produkte. Während der fünfmonatigen Laufzeit besuchten 2.832.000 Personen die Ausstellung. Der 8. August 1925 war mit 65.149 Besuchern der erfolgreichste Tag während der Ausstellung. Insgesamt generierte die Veranstaltung einen Umsatz von 4.133.700 Reichsmark; der Überschuss betrug 370.500 Reichsmark.

## Mini-Eisenbahn

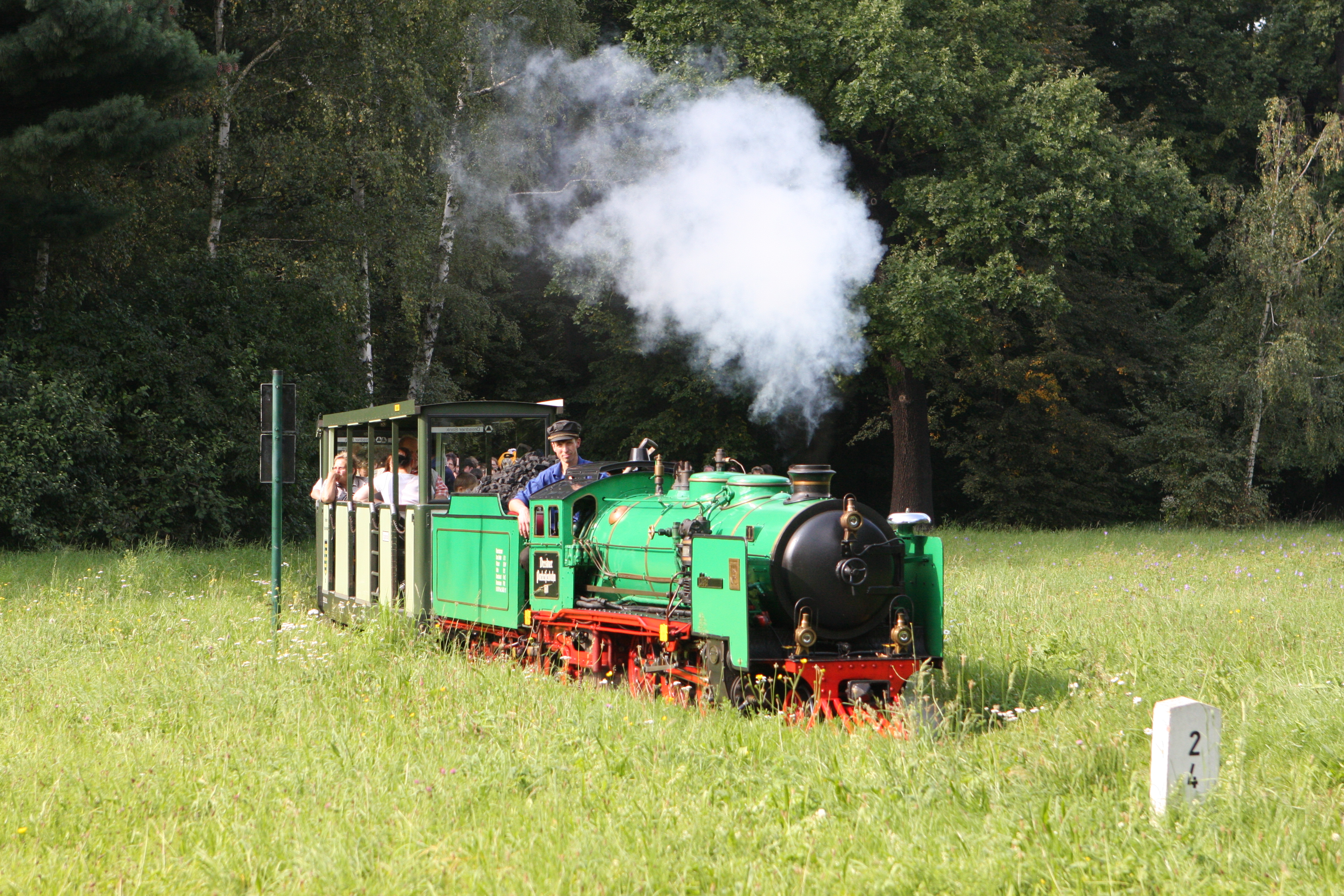
Noch heute bei der Dresdner Parkeisenbahn eingesetzte Liliputlokomotive

Auf dem Ausstellungsgelände und im Vergnügungspark verkehrte auch eine Liliputbahn. Die Streckenlänge betrug rund 1300 Meter, die Gleise hatten eine Spurweite von 381 mm (15 Zoll). Es fuhren jeweils zwei Züge mit offenen Personenwagen. Die verwendeten drei Liliput-Lokomotiven wurden von dem Münchner Unternehmen Krauss & Co. geliefert. Sie hatten ein Gewicht von je etwa 8 Tonnen und waren im Maßstab 1:3,33 optisch den neuen Einheits-Schnellzuglokomotiven der DR-Baureihe 01 nachempfunden. Diese später auch als Martens’sche Einheitsliliputlok bezeichneten Lokomotiven waren nach dem damaligen technischen Stand konstruiert; unter anderem waren sie bereits mit selbsttätigen Scharfenbergkupplungen ausgestattet. 
Die Miniaturloks wurden auch 1926 bei der GeSoLei in Düsseldorf eingesetzt und in Folge an einen Unternehmer aus Leipzig verkauft. Alle drei Exemplare existieren noch heute; sie werden bei den Parkeisenbahnen in Dresden und Leipzig eingesetzt.